# Tào Ngu
Tào Ngu (chữ Hán: 曹禺; bính âm: Cao Yu; 1910–1996), tên thật là Vạn Gia Bảo (chữ Hán phồn thể: 萬家寶; chữ Hán giản thể: 万家宝; bính âm: Wan Jiabao), tự là Tiểu Thạch, là nhà văn, nhà viết kịch Trung Quốc.

## Tiểu sử
Tào Ngu sinh tại Thiên Tân nhưng quê gốc ở Tiềm Giang, tỉnh Hồ Bắc, trong một gia đình quan lại, cha ông là Vạn Đức Tôn, là bí thư của Lê Nguyên Hồng, người từng là Đại Tổng thống Chính phủ Trung Hoa Dân quốc Bắc Dương. Năm 1922, Tào Ngu học tại Trường Trung học Nam Khai, tham gia Đoàn tân kịch Nam Khai. Năm 1928, Tào Ngu học khoa chính trị Trường Đại học Nam Khai, năm sau học tại Trường Đại học Thanh Hoa.
Năm 1933, ông tốt nghiệp khoa ngôn ngữ Trường Đại học Thanh Hoa, giảng dạy tại Trường Trung học Dục Đức Bảo Định Hà Bắc. Vài tháng sau đến Viện nghiên cứu Thanh Hoa nghiên cứu về kịch. Tháng 7 năm 1934 vở kịch Lôi vũ được đăng trên Văn học quý san. Tháng 9 năm 1934 về lại Thiên Tân, giảng dạy tại khoa ngoại văn Học viện Sư phạm nữ sinh Hà Bắc. Năm 1935 sáng tác Nhật xuất, tháng 8 năm 1935 được mời đến giảng dạy tại Trường chuyên khoa kịch quốc lập ở Nam Kinh. Năm 1942 đến Trùng Khánh sáng tác kịch và hoạt động biên đạo. Tháng 3 năm 1946, Tào Ngu cùng Lão Xá được mời sang Mỹ giảng dạy. Tháng 1 năm 1947 về nước, theo lời mời của Hiệu trưởng Hùng Phật Tây, Tào Ngu đến giảng dạy tại Trường thực nghiệm kịch Thượng Hải, đồng thời phác thảo kịch bản điện ảnh Diễm dương thiên. Năm 1948, Công ty điện ảnh Văn Hoa tiến hành quay, Tào Ngu tự làm đạo diễn. Tháng 2 năm 1949, được Đảng cộng sản Trung Quốc sắp xếp, ngày 28 tháng 2 Tào Ngu bí mật rời khỏi Hương Cảng, ngày 18 tháng 3 đến Bắc Kinh tham gia Hội nghị trù bị hiệp thương chính trị.
Ông bắt đầu sáng tác từ 1933, tác phẩm đầu tay là vở bi kịch Lôi vũ. Tiếp theo là các vở Nhật xuất (1935), Nguyên dã (1937), Bắc Kinh nhân (1941). Sau năm 1949, Tào Ngu làm công tác quản lý, giữ các chức như phó chủ tịch Hội các nhà văn viết kịch, phó viện trưởng Học viện kịch trung ương, viện trưởng Viện Nghệ thuật Kịch nhân dân Bắc Kinh, phó chủ tịch Phân hội Văn nghệ Bắc Kinh, đồng thời hoàn thành hai kịch bản Đảm kiếm thiên và Vương Chiêu Quân.
Vở kịch của Tào Ngu được biết đến nhiều nhất ở Việt Nam là Lôi vũ, lấy bối cảnh Thiên Tân thời kỳ Dân quốc, trong đó ông dựng lại cuộc sống phức tạp của một gia đình phong kiến - tư sản hoá, hình ảnh tượng trưng của xã hội nửa phong kiến, nửa thuộc địa Trung Quốc. Bút danh Tào Ngu 曹禺 là chiết tự của chữ vạn 萬 trong tên của ông. Vạn 萬 chiết tự thành Thảo 草 và Ngu 禺, Thảo 草 đổi thành Tào 曹, nên Vạn 萬 chiết tự thành Tào Ngu 曹禺. Vở kịch này cũng được chuyển thể thành phim.

## Tác phẩm
- Lôi vũ (1933)
- Nhật xuất (1936)
- Hoang dã (1937)
- Toàn dân tổng động viên (1938, viết cùng Tống Chi, còn có tên là Hắc tự nhị thập bát)
- Thuế biến (1939)
- Chính tại Tưởng (1939)
- Bắc Kinh nhân (1941)
- Gia (1942, cải biên từ tiểu thuyết Kích lưu tam bộ khúc của nhà tiểu thuyết Ba Kim)
- Độ kim (1943)
- La Mật Âu dữ Chu Ly Diệp (Romeo và Juliet) (1943, tác phẩm dịch)
- Kiều (1946)
- Minh lãng đích thiên (1954)
- Đảm kiếm thiên (1961, viết cùng Vu Thị Chi, Mai Thiên)
- Vương Chiêu Quân (1978)